# Nodul rutier Lognes
Nodul rutier de la Lognes este un nod rutier situat pe teritoriul comunelor Lognes și Noisiel, la est de Marne-la-Vallée, în departamentul Seine-et-Marne. Este alcătuit dintr-un ansamblu de bretele și două sensuri giratorii. Nodul asigură conexiunea între autostrada A4 și RN 104, precum și deservirea orașelor Lognes, Noisiel, Émerainville, Croissy-Beaubourg și Torcy.
În 2014, partea de sud a nodului rutier a fost reamenajată: RN 104 a fost dublată pe fiecare sens de circulație.

## Drumuri deservite
- A4: axa Paris – Strasbourg;
- RN 104: către sudul Parisului;
- RD 499, fosta RN 499 (drumul Brie): deservirea localităților Noisiel și Torcy;
- RD 1406, fosta RN 303 (bulevardul Courcerin): deservirea localităților Lognes, Croissy-Beaubourg și Émerainville.